# Metallo vile
L'espressione metallo vile (in inglese base metal), in chimica e metallurgia, si riferisce a un metallo facile alla corrosione o all'ossidazione, in grado di reagire, in maniera più o meno intensa, con soluzioni diluite di acido cloridrico (HCl) per formare idrogeno. Il termine è usato comunemente in contrapposizione a metallo nobile. Metalli vili sono il ferro, il piombo, lo zinco, il nickel e il rame, anche se quest'ultimo non reagisce con l'acido cloridrico.

## Utilizzo
In numismatica assume rilievo per il riconoscimento dei falsi e per le monete suberate. In alchimia i metalli vili erano rilevanti in quanto l'obiettivo degli alchimisti era poterli trasmutare in oro.